# Český Krumlov (stacja kolejowa)
Český Krumlovⓘ – stacja kolejowa w miejscowości Český Krumlov, w kraju południowoczeskim, w Czechach. Znajduje się na linii 194 Czeskie Budziejowice – Černý Kříž, na wysokości 540 m n.p.m..

## Linie kolejowe
- 194: Czeskie Budziejowice – Černý Kříž